# Campeonato de Fórmula Truck de 2017
O Campeonato de Fórmula Truck de 2017, ou Campeonato Sul-Americano de Fórmula Truck de 2017, foi a 22ª e última temporada de Fórmula Truck, um campeonato de disputa entre caminhões.
A temporada de 2017 teve início em 19 de março, com a etapa de Velopark, em Nova Santa Rita, no Rio Grande do Sul e previsão para o término no dia 3 de dezembro na cidade de Curitiba, no Paraná. 9 equipes que disputaram a temporada anterior alegaram "conflito de ideias" e não se inscreveram, formando em seguida a Copa Truck. Outro golpe foi a não-realização da etapa de Cascavel, que inicialmente seria realizada em 4 de junho, depois remanejada para 2 semanas depois. Sem acordo com o autódromo de Cascavel, a Truck decidiu cancelar a prova.
Com problemas financeiros, a categoria optou em encerrar suas atividades em 2017.

## Formato
A competição teria dez etapas, com 9 pilotos de 5 marcas de caminhões diferentes: Volvo, Mercedes-Benz, Iveco, Scania e Ford.

## Times e Pilotos
| Caminhão      | Time                      | No. | Piloto             | Rodadas |
| ------------- | ------------------------- | --- | ------------------ | ------- |
| Volvo         | Woman's Racing Team       | 27  | Cristina Rosito    | 1-3     |
| Volvo         | Woman's Racing Team       | 41  | Carolina Cánepa    | 1-3     |
| Ford          | HB Motorsport             | 11  | Ricardo Gargiulo   | 1-2     |
| Ford          | HB Motorsport             | 186 | Edson Ferreira     | 2       |
| Mercedes-Benz | ABF Azulim Truck Racing   | 333 | Alex Fabiano       | 3       |
| Mercedes-Benz | ABF Racing Team           | 44  | Joel Mendes Jr.    | 1-2     |
| Mercedes-Benz | ABF Mercedes-Benz         | 55  | Paulo Salustiano   | 1-3     |
| Mercedes-Benz | ABF Mercedes-Benz         | 6   | Wellington Cirino  | 1-2     |
| Mercedes-Benz | ABF Mercedes-Benz         | 111 | Fabricio Larratea  | 2       |
| Mercedes-Benz | ABF Mercedes-Benz         | 2   | Valmir Benavides   | 3       |
| Mercedes-Benz | Bravus Brasil Racing Team | 13  | Witold Ramasauskas | 1-3     |
| Iveco         | MGP3 Motorsport           | 25  | Rodrigo Gomes      | 1       |
| Iveco         | MGP3 Motorsport           | 1   | Cristiano da Matta | 3       |
| Iveco         | AAF Motorsport            | 37  | Alan Chanoski      | 1-3     |
| Iveco         | AAF Motorsport            | 99  | João Cury          | 3       |
| Scania        | Scania Team               | 20  | Gabriel Cato       | 2       |

## Calendário e resultados
Um mês antes do início da temporada o calendário oficial foi divulgado. Problemas no atraso na publicação do calendário e desentendimento entre equipas e organização provocou a desistência de vários pilotos e equipas em participarem do campeonato.
| Etapa | Circuito                             | Época         | Pole Position     | Volta rápida      | Vencedor(es)      | Equipe            |
| ----- | ------------------------------------ | ------------- | ----------------- | ----------------- | ----------------- | ----------------- |
| 1     | Velopark                             | 19 de Março   | Wellington Cirino | Paulo Salustiano  | Wellington Cirino | ABF - Mercedes    |
| 1     | Velopark                             | 19 de Março   | Wellington Cirino | Paulo Salustiano  | Paulo Salustiano  | ABF - Mercedes    |
| 2     | Autódromo de Rivera                  | 9 de Abril    | Wellington Cirino | Paulo Salustiano  | Wellington Cirino | ABF - Mercedes    |
| 2     | Autódromo de Rivera                  | 9 de Abril    | Wellington Cirino | Paulo Salustiano  | Wellington Cirino | ABF - Mercedes    |
| 3     | Autódromo Internacional Ayrton Senna | 7 de Maio     | Paulo Salustiano  | Alan Chanoski     | Paulo Salustiano  | ABF - Mercedes    |
| 3     | Autódromo Internacional Ayrton Senna | 7 de Maio     | Paulo Salustiano  | Paulo Salustiano  | Paulo Salustiano  | ABF - Mercedes    |
| 4     | Autódromo Internacional de Cascavel  | 4 de Junho    | Corrida Cancelada | Corrida Cancelada | Corrida Cancelada | Corrida Cancelada |
| 5     | Autódromo de Interlagos              | 9 de Julho    | Corrida Cancelada | Corrida Cancelada | Corrida Cancelada | Corrida Cancelada |
| 6     | Autódromo de Goiânia                 | 6 de Agosto   | Corrida Cancelada | Corrida Cancelada | Corrida Cancelada | Corrida Cancelada |
| 7     | Autódromo de Caruaru                 | 3 de Setembro | Corrida Cancelada | Corrida Cancelada | Corrida Cancelada | Corrida Cancelada |
| 8     | Autódromo Internacional de Guaporé   | 8 de Outubro  | Corrida Cancelada | Corrida Cancelada | Corrida Cancelada | Corrida Cancelada |
| 9     | Autódromo de Buenos Aires            | 5 de Novembro | Corrida Cancelada | Corrida Cancelada | Corrida Cancelada | Corrida Cancelada |
| 10    | Autódromo Internacional de Curitiba  | 3 de Dezembro | Corrida Cancelada | Corrida Cancelada | Corrida Cancelada | Corrida Cancelada |

## Classificação

### Regras de pontuação
Os pontos foram distribuídos da seguinte forma:
| Pos     | 1  | 2  | 3  | 4  | 5  | 6  | 7  | 8  | 9  | 10 | 11 | 12 | 13 | 14 | 15 | 16 | 17 | 18 | 19 | 20 | PP | VMR |
| ------- | -- | -- | -- | -- | -- | -- | -- | -- | -- | -- | -- | -- | -- | -- | -- | -- | -- | -- | -- | -- | -- | --- |
| Corrida | 25 | 22 | 20 | 18 | 16 | 15 | 14 | 13 | 12 | 11 | 10 | 9  | 8  | 7  | 6  | 5  | 4  | 3  | 2  | 1  | 1  | 1   |

### Classificação de pilotos
| Pos | Piloto             | VLP | VLP | RIV | RIV | LON | LON | CAS                 | CAS                 | INT                 | INT                 | GOI                 | GOI                 | CAR                 | CAR                 | GUA                 | GUA                 | BUE                 | BUE                 | CUR                 | CUR                 | Pts |
| --- | ------------------ | --- | --- | --- | --- | --- | --- | ------------------- | ------------------- | ------------------- | ------------------- | ------------------- | ------------------- | ------------------- | ------------------- | ------------------- | ------------------- | ------------------- | ------------------- | ------------------- | ------------------- | --- |
| 1   | Paulo Salustiano   | 2   | 1   | 2   | 2   | 1   | 1   | Corridas canceladas | Corridas canceladas | Corridas canceladas | Corridas canceladas | Corridas canceladas | Corridas canceladas | Corridas canceladas | Corridas canceladas | Corridas canceladas | Corridas canceladas | Corridas canceladas | Corridas canceladas | Corridas canceladas | Corridas canceladas | 146 |
| 2   | Alan Chanoski      | 6   | 3   | 5   | 6   | 3   | 2   | Corridas canceladas | Corridas canceladas | Corridas canceladas | Corridas canceladas | Corridas canceladas | Corridas canceladas | Corridas canceladas | Corridas canceladas | Corridas canceladas | Corridas canceladas | Corridas canceladas | Corridas canceladas | Corridas canceladas | Corridas canceladas | 105 |
| 3   | Wellington Cirino  | 1   | 2   | 1   | 1   |     |     | Corridas canceladas | Corridas canceladas | Corridas canceladas | Corridas canceladas | Corridas canceladas | Corridas canceladas | Corridas canceladas | Corridas canceladas | Corridas canceladas | Corridas canceladas | Corridas canceladas | Corridas canceladas | Corridas canceladas | Corridas canceladas | 100 |
| 4   | Cristina Rosito    | 5   | 4   | 6   | 7   | 5   | 3   | Corridas canceladas | Corridas canceladas | Corridas canceladas | Corridas canceladas | Corridas canceladas | Corridas canceladas | Corridas canceladas | Corridas canceladas | Corridas canceladas | Corridas canceladas | Corridas canceladas | Corridas canceladas | Corridas canceladas | Corridas canceladas | 99  |
| 5   | Witold Ramasauskas | 4   | 5   | 4   | 4   | 8   | 5   | Corridas canceladas | Corridas canceladas | Corridas canceladas | Corridas canceladas | Corridas canceladas | Corridas canceladas | Corridas canceladas | Corridas canceladas | Corridas canceladas | Corridas canceladas | Corridas canceladas | Corridas canceladas | Corridas canceladas | Corridas canceladas | 99  |
| 6   | Carolina Cánepa    | 8   | 7   | 8   | 9   | 6   | 6   | Corridas canceladas | Corridas canceladas | Corridas canceladas | Corridas canceladas | Corridas canceladas | Corridas canceladas | Corridas canceladas | Corridas canceladas | Corridas canceladas | Corridas canceladas | Corridas canceladas | Corridas canceladas | Corridas canceladas | Corridas canceladas | 82  |
| 7   | Alex Fabiano       |     |     |     |     | 4   | 2   | Corridas canceladas | Corridas canceladas | Corridas canceladas | Corridas canceladas | Corridas canceladas | Corridas canceladas | Corridas canceladas | Corridas canceladas | Corridas canceladas | Corridas canceladas | Corridas canceladas | Corridas canceladas | Corridas canceladas | Corridas canceladas | 40  |
| 8   | Joel Mendes Jr     | 3   | Ret | 3   | 3   |     |     | Corridas canceladas | Corridas canceladas | Corridas canceladas | Corridas canceladas | Corridas canceladas | Corridas canceladas | Corridas canceladas | Corridas canceladas | Corridas canceladas | Corridas canceladas | Corridas canceladas | Corridas canceladas | Corridas canceladas | Corridas canceladas | 40  |
| 9   | Fabricio Larratea  |     |     | 7   | 5   |     |     | Corridas canceladas | Corridas canceladas | Corridas canceladas | Corridas canceladas | Corridas canceladas | Corridas canceladas | Corridas canceladas | Corridas canceladas | Corridas canceladas | Corridas canceladas | Corridas canceladas | Corridas canceladas | Corridas canceladas | Corridas canceladas | 30  |
| 10  | Rodrigo Gomes      | 7   | 6   |     |     |     |     | Corridas canceladas | Corridas canceladas | Corridas canceladas | Corridas canceladas | Corridas canceladas | Corridas canceladas | Corridas canceladas | Corridas canceladas | Corridas canceladas | Corridas canceladas | Corridas canceladas | Corridas canceladas | Corridas canceladas | Corridas canceladas | 29  |
| 11  | Edson Ferreira     |     |     | 9   | Ret |     |     | Corridas canceladas | Corridas canceladas | Corridas canceladas | Corridas canceladas | Corridas canceladas | Corridas canceladas | Corridas canceladas | Corridas canceladas | Corridas canceladas | Corridas canceladas | Corridas canceladas | Corridas canceladas | Corridas canceladas | Corridas canceladas | 23  |
| 12  | Valmir Benavides   |     |     |     |     | 2   | 7   | Corridas canceladas | Corridas canceladas | Corridas canceladas | Corridas canceladas | Corridas canceladas | Corridas canceladas | Corridas canceladas | Corridas canceladas | Corridas canceladas | Corridas canceladas | Corridas canceladas | Corridas canceladas | Corridas canceladas | Corridas canceladas | 22  |
| 14  | João Cury          |     |     |     |     | 7   | Ret | Corridas canceladas | Corridas canceladas | Corridas canceladas | Corridas canceladas | Corridas canceladas | Corridas canceladas | Corridas canceladas | Corridas canceladas | Corridas canceladas | Corridas canceladas | Corridas canceladas | Corridas canceladas | Corridas canceladas | Corridas canceladas | 14  |
| 13  | Cristiano da Matta |     |     |     |     | Ret | 8   | Corridas canceladas | Corridas canceladas | Corridas canceladas | Corridas canceladas | Corridas canceladas | Corridas canceladas | Corridas canceladas | Corridas canceladas | Corridas canceladas | Corridas canceladas | Corridas canceladas | Corridas canceladas | Corridas canceladas | Corridas canceladas | 13  |
| 15  | Gabriel Cato       |     |     | Ret | 8   |     |     | Corridas canceladas | Corridas canceladas | Corridas canceladas | Corridas canceladas | Corridas canceladas | Corridas canceladas | Corridas canceladas | Corridas canceladas | Corridas canceladas | Corridas canceladas | Corridas canceladas | Corridas canceladas | Corridas canceladas | Corridas canceladas | 13  |
| 16  | Ricardo Gargiulo   | Ret | Ret | Ret | Ret |     |     | Corridas canceladas | Corridas canceladas | Corridas canceladas | Corridas canceladas | Corridas canceladas | Corridas canceladas | Corridas canceladas | Corridas canceladas | Corridas canceladas | Corridas canceladas | Corridas canceladas | Corridas canceladas | Corridas canceladas | Corridas canceladas | 0   |
| Pos | Piloto             | VLP | VLP | RIV | RIV | LON | LON | CAS                 | CAS                 | INT                 | INT                 | GOI                 | GOI                 | CAR                 | CAR                 | GUA                 | GUA                 | BUE                 | BUE                 | CUR                 | CUR                 | Pts |

| Cor      | Resultado            |
| -------- | -------------------- |
| Ouro     | Vencedor             |
| Prata    | 2º lugar             |
| Bronze   | 3º lugar             |
| Verde    | Terminou, nos pontos |
| Azul     | Terminou, sem pontos |
| Púrpura  | Retirou-se (Ret)     |
| Vermelho | Não qualificado (NQ) |
| Preto    | Desqualificado (DSQ) |
| Branco   | Não largou (NL)      |
| Sem cor  | Não participou (NP)  |
| Sem cor  | Lesionado (Les)      |
| Sem cor  | Excluído (EX)        |

- Notas:

1 refere-se à classificação dos pilotos na bandeira amarela programada, onde os pontos de bônus são concedidos 5–4–3–2–1 e os cinco melhores pilotos na corrida garantem um lugar no pódio.

### Campeonato de fabricantes
| Pos | Fabricante    | VLP | RIV | LON | CAS                 | INT                 | GOI                 | CAR                 | GUA                 | BUE                 | CUR                 | Pts |
| --- | ------------- | --- | --- | --- | ------------------- | ------------------- | ------------------- | ------------------- | ------------------- | ------------------- | ------------------- | --- |
| 1   | Mercedes-Benz | 1   |     |     | Corridas canceladas | Corridas canceladas | Corridas canceladas | Corridas canceladas | Corridas canceladas | Corridas canceladas | Corridas canceladas | 94  |
| 1   | Mercedes-Benz | 2   |     |     | Corridas canceladas | Corridas canceladas | Corridas canceladas | Corridas canceladas | Corridas canceladas | Corridas canceladas | Corridas canceladas | 94  |
| 1   | Mercedes-Benz | 8   |     |     | Corridas canceladas | Corridas canceladas | Corridas canceladas | Corridas canceladas | Corridas canceladas | Corridas canceladas | Corridas canceladas | 94  |
| 2   | Iveco         | 3   |     |     | Corridas canceladas | Corridas canceladas | Corridas canceladas | Corridas canceladas | Corridas canceladas | Corridas canceladas | Corridas canceladas | 64  |
| 2   | Iveco         | 5   |     |     | Corridas canceladas | Corridas canceladas | Corridas canceladas | Corridas canceladas | Corridas canceladas | Corridas canceladas | Corridas canceladas | 64  |
| 3   | Ford          |     |     |     | Corridas canceladas | Corridas canceladas | Corridas canceladas | Corridas canceladas | Corridas canceladas | Corridas canceladas | Corridas canceladas | 0   |
| 3   | Volvo         | 9   |     |     | Corridas canceladas | Corridas canceladas | Corridas canceladas | Corridas canceladas | Corridas canceladas | Corridas canceladas | Corridas canceladas | 0   |
| Pos | Fabricante    | VLP | RIV | LON | CAS                 | INT                 | GOI                 | CAR                 | GUA                 | BUE                 | CUR                 | Pts |

| Cor      | Resultado            |
| -------- | -------------------- |
| Ouro     | Vencedor             |
| Prata    | 2º lugar             |
| Bronze   | 3º lugar             |
| Verde    | Terminou, nos pontos |
| Azul     | Terminou, sem pontos |
| Púrpura  | Retirou-se (Ret)     |
| Vermelho | Não qualificado (NQ) |
| Preto    | Desqualificado (DSQ) |
| Branco   | Não largou (NL)      |
| Sem cor  | Não participou (NP)  |
| Sem cor  | Lesionado (Les)      |
| Sem cor  | Excluído (EX)        |